# James Durbin
James Durbin (1923) é um estatístico e econometrista britânico.
É conhecido particularmente por seu trabalho em análise de séries temporais e autocorrelação.